# دانشگاه پنجاب

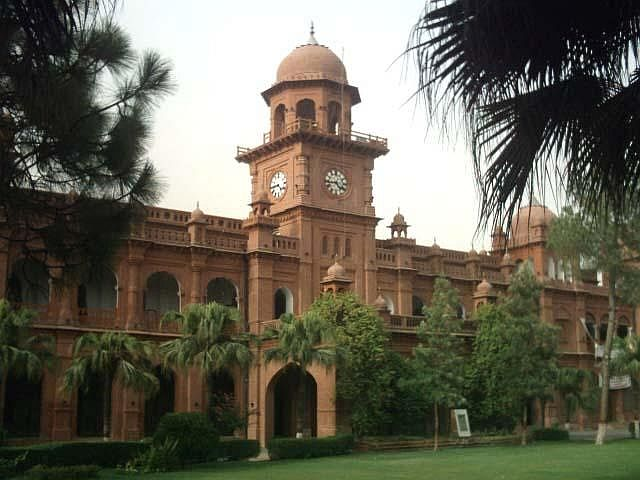
تصویری از یکی از ساختمان‌های قدیمی دانشگاه پنجاب.

دانشگاه پنجاب (به اردو: جامعہ پنجاب) (به انگلیسی: University of the Punjab)، نام قدیمی‌ترین دانشگاه در کشور پاکستان است که در سال ۱۸۸۲ توسط حاکمین بریتانیایی شبه‌جزیره هند در شهر لاهور تأسیس شد.
دانشگاه پنجاب، دانشگاهی دولتی است و زبان درسی در این دانشگاه، اردو و انگلیسی می‌باشد.